# Ignacy (Brianczaninow)
Ignacy, imię świeckie Dmitrij Aleksandrowicz Brianczaninow (ur. 24 stycznia?/5 lutego 1807 w Pokrowskim, zm. 18 kwietnia?/30 kwietnia 1867 w Monasterze Nikoło-Babajewskim) – rosyjski biskup prawosławny, teolog, święty Rosyjskiego Kościoła Prawosławnego.

## Życiorys

### Młodość, edukacja, wstąpienie do monasteru
Pochodził ze szlacheckiej rodziny Brianczaninowów. Urodził się jako trzecie dziecko w rodzinie, lecz był pierwszym potomkiem, który przeżył pierwsze lata dzieciństwa. Wykształcenie na poziomie podstawowym uzyskał w domu. Oprócz typowych przedmiotów kształcił się także muzycznie, grał na skrzypcach. Od dzieciństwa był przy tym pobożny i przywiązany do prawosławia. W wieku szesnastu lat zadeklarował, że pragnie zostać mnichem. Mimo to, zgodnie z planami rodziców, zdał egzaminy wstępne do Wojskowej Szkoły Inżynieryjnej i dzięki uzyskaniu na nich wysokich wyników rozpoczął naukę od razu od II roku. Równocześnie ze studiami uczestniczył w życiu literackim stolicy, recytując i czytając wiersze na wieczorach literackich, w których brali udział m.in. Aleksandr Puszkin i Iwan Kryłow. Samodzielnie studiował literaturę patrystyczną, nawiązał kontakty z mnichami Ławry św. Aleksandra Newskiego oraz petersburskiej filii Monasteru Wałaamskiego. Kontakty z zakonnikami utwierdziły go w postanowieniu, by także wstąpić do monasteru, chociaż nadal sprzeciwiał się temu jego ojciec.
W 1826 Dmitrij Brianczaninow zapadł na poważną chorobę płuc. Udał się wówczas na trzymiesięczny urlop zdrowotny do rodzinnej posiadłości, jednak nawet w tej sytuacji jego ojciec nie zgadzał się na porzucenie przez niego nauki w szkole wojskowej. Mimo to Brianczaninow napisał podanie o zwolnienie z wojska, które zostało odrzucone. Był już wtedy uczniem duchowym przyszłego świętego mnicha Lwa z Optiny. Skierowany do jednostki inżynieryjnej w Dyneburgu, odszedł ostatecznie ze służby w 1827 z powodu złego stanu zdrowia. Udał się do Monasteru Trójcy Świętej Aleksandra Świrskiego, gdzie pozostawał pod opieką mnicha Lwa. Razem z nim przeniósł się po krótkim czasie do Płoszczańskiej Pustelni Kazańskiej Ikony Matki Bożej. Wbrew swojej nazwie klasztor ten na początku XX w. był wspólnotą cenobityczną liczącą ok. 200 mnichów. Posłusznik Dmitrij Brianczaninow uzyskał zgodę na zamieszkanie w filialnym skicie, jednak szybko musiał opuścić monaster w ogóle, gdyż jego opiekun duchowy znalazł się w konflikcie z przełożonym Pustelni. Obaj udali się do Pustelni Optyńskiej. Dmitrij Brianczaninow musiał jednak szybko opuścić monaster, gdyż jego zdrowie nie pozwalało mu na prowadzenie życia ascetycznego. W 1830 ponownie zamieszkał w monasterze, wstępując tym razem do monasteru św. Cyryla Nowojezierskiego, pod opiekę archimandryty Teofana (Sokołowa). Zły stan zdrowia zmusił go jednak, by ponownie opuścić wspólnotę i wyjechać do Wołogdy na leczenie. Po jego zakończeniu Dmitrij Brianczaninow zwrócił się do biskupa wołogodzkiego Stefana z prośbą o przyjęcie do jednego z monasterów pozostających w jego jurysdykcji. Za zgodą hierarchy był kolejno posłusznikiem w Pustelni Siemigorodnej, a następnie w monasterze Opieki Matki Bożej i św. Dionizego nad Głuszycą. Wobec faktu, iż jego ojciec nadal żądał od niego wystąpienia z klasztoru, wystąpił do biskupa Stefana o zgodę na postrzyżyny mnisze po niecałym roku pobytu w monasterze. Wieczyste śluby mnisze złożył przed wymienionym hierarchą 28 czerwca 1831, przyjmując imię Ignacy na cześć św. Ignacego Antiocheńskiego. 5 lipca tego samego roku został wyświęcony na hierodiakona, zaś 20 lipca – na hieromnicha.

### Przełożony klasztorów
Biskup Stefan początkowo zamierzał pozostawić mnicha Ignacego przy sobie, w służbie w domu biskupim w Wołogdzie, ostatecznie jednak zmienił zdanie i mianował go przełożonym podupadłego Monasteru Matki Bożej i św. Grzegorza Peleszemskiego. Za zasługi w odnawianiu w nim życia monastycznego, w tym zgromadzenie wokół siebie ok. trzydziestu nowych zakonników, hieromnich Ignacy otrzymał w styczniu 1833 godność ihumena. Przez krótki czas był przełożonym monasteru św. Mikołaja na Ugrieszy, następnie w 1834 otrzymał godność archimandryty i został przeniesiony do Nadmorskiej Pustelni Trójcy Świętej i św. Sergiusza w Petersburgu. Również w tym klasztorze Ignacy (Brianczaninow) podniósł poziom życia wewnętrznego, odnowił także zabudowania monasterskie. W 1838 został mianowany dziekanem wszystkich monasterów eparchii petersburskiej i ładoskiej.
W 1847, z uwagi na pogarszający się zły stan zdrowia, wywołany klimatem Petersburga, archimandryta Ignacy zwrócił się do Świątobliwego Synodu Rządzącego z prośbą o zwolnienie z piastowanych funkcji i zgodę na zamieszkanie w monasterze Nikoło-Babajewskim. Otrzymał jednak jedynie skierowanie na jedenastomiesięczny urlop.

### Biskup
Dzięki zabiegom metropolity petersburskiego Grzegorza archimandryta Ignacy uzyskał nominację biskupią i 27 października 1857 został w soborze Kazańskiej Ikony Matki Bożej w Petersburgu wyświęcony na biskupa kaukaskiego i czarnomorskiego. Do swojej nowej rezydencji w Stawropolu dotarł w styczniu roku następnego. Katedrę kaukaską objął w bardzo trudnej sytuacji, zarówno pod względem finansowym, jak i moralnym. Biskup Ignacy zdołał doprowadzić do poprawy stanu materialnego eparchii, dokonał również szeregu wizytacji w parafiach, regularnie głosił kazania. Wzniósł nową siedzibę biskupów kaukaskich i nowy budynek seminarium duchownego w Stawropolu.
W 1861, skonfliktowany z dwoma duchownymi swojej eparchii (protoprezbiterem Krastilewskim, członkiem jej konsystorza, oraz byłym rektorem seminarium w Stawropolu archimandrytą Epifaniuszem) oraz z Kazańską Akademią Duchowną (krytykował surowo poglądy głoszone na łamach jej oficjalnych pism teologicznych), złożył prośbę o przeniesienie w stan spoczynku.

### Ostatnie lata
Prośba hierarchy została zaakceptowana w 1861. W październiku tego samego roku biskup Ignacy dotarł do Monasteru Nikoło-Babajewskiego, gdzie miał odtąd zamieszkiwać. Odtąd zajmował się głównie redagowaniem własnych tekstów teologiczno-ascetycznych, poprawą napisanych wcześniej dzieł z tej dziedziny, wiele godzin spędzał na modlitwie. Sukcesywnie przygotowywał do publikacji kolejne tomy opracowanych komentarzy patrystycznych. Coraz bardziej schorowany, zmarł 30 kwietnia 1867 wskutek wylewu krwi do mózgu, w swojej celi. Został pochowany na terenie monasteru.

## Kult
Ignacy (Brianczaninow) został kanonizowany w czasie soboru Rosyjskiego Kościoła Prawosławnego w 1988, zwołanym dla uczczenia tysiąclecia chrztu Rusi.